# Gestreifte Mulmnadel
Die Gestreifte Mulmnadel (Acicula lineata), auch Gekritzte Mulmnadel oder Gestreifte Nadelschnecke ist eine auf dem Land lebende Schneckenart aus der Familie der Mulmnadeln (Aciculidae) in der Ordnung Architaenioglossa („Alt-Bandzüngler“).

## Merkmale
Das (adulte) Gehäuse ist 3 bis 3,5 mm (2,8 bis 3,7 mm) hoch und 1,1 bis 1,2 mm (1,0 bis 1,3) breit (dick). Die Unterart A. lineata sublineata in Norditalien und der Südschweiz ist mit 2,6 bis 3,2 mm Höhe und 0,95 bis 1,15 mm Breite im Durchschnitt etwas kleiner. Das wenig variable Gehäuse weist 5½ bis 6½, sich allmählich verjüngende, schwach gewölbte Windungen auf, die besonders ab dem zweiten Umgang sehr langsam zunehmen: Die letzte Windung kann in der Breite sehr leicht abnehmen und kann dadurch dem Gehäuse eine schwach spindelförmige Gestalt geben. Die letzte Windung steigt gegenüber der Windungsachse leicht an. Der Nabel ist geschlossen. Die Schale ist sehr stabil, durchscheinend und hell gelblichrot bis rotbraun gefärbt. Die Oberfläche ist glatt und glänzend. In unregelmäßigen Abständen sind Querlinien eingetieft (auf der letzten Windung etwa 20 bis 30). Die Mündung steht schief zur Windungsachse und ist in der Aufsicht birnenförmig. Der Außenrand der Mündung ist von der Seite gesehen bogig nach vorne gewölbt. Dorsal ist kurz hinter der Mündung ein kräftig ausgebildeter, aber nicht scharf abgegrenzter Nackenwulst auf der Außenseite des Gehäuses ausgebildet, der von der Sutur bis zum Nabel verläuft und sich farblich etwas abhebt. Der Mundsaum ist innen zu einer Innenlippe verstärkt. Der Bauchwulst ist scharf begrenzt.
Der durchscheinende Körper ist schlank, weißlich und relativ klein bzw. kurz im Verhältnis zum Gehäuse. Am Kopf kann die Schnauze weit vorgestreckt werden, eine eigentliche Proboscis ist aber nicht ausgebildet. Die fadenförmigen Fühler sind vergleichsweise lang; an deren Basis sitzen die Augen. Vom Kopf- und Nacken verläuft eine schräge Furche zum Rand der Fußsohlen. Die Mantelhöhle reicht etwa zwei Umgänge hinter den Mantelrand in das Gehäuse hinein und ist damit sehr lang. Der hornige Deckel besitzt 2½ bis 2¾ Umgänge. Die Tiere sind getrenntgeschlechtlich.

### Ähnliche Arten
Die Gestreifte Mulmnadel ist kleiner als die Gestrichelte Mulmnadel (Acicula lineolata), schlanker und weniger kegelförmig. Die Umgänge nehmen vom zweiten Umgang an weniger schnell im Durchmesser zu. Das Gehäuse von Acicula fusca ist kleiner und mit einem offenen Nabel. Die Gestreifte Mulmnadel besitzt gegenüber dieser Art einen Mundsaum mit Innenlippe und einen deutlicheren Callus am Außenrand sowie einen Nackenwulst. Die Glatte Mulmnadel (Platyla polita) besitzt ein glattes Gehäuse, ohne Radiallinien mit einer glänzenden Oberfläche.

## Geographische Verbreitung, Lebensraum und Lebensweise
Das Hauptverbreitungsgebiet dieser Art sind die Kalkalpen von Frankreich, über die Schweiz bis nach Österreich, und die Südalpen zwischen dem Gardasee und dem Lago Maggiore. In Deutschland kommt die Gestreifte Mulmnadel in den Bayerischen Alpen und in Süddeutschland vor, hier allerdings in isolierten Vorkommen. In der Schweiz kommt sie bis auf 1800 m über Meereshöhe vor.
Die Gestreifte Mulmnadel lebt bevorzugt in lichten Wäldern unter Totholz, Steinen und Geröll, besonders in Geröllhalden an Hängen.
Die Nominatunterart ist fossil auch aus dem Miozän in Opole (Polen), dem Pliozän von Sessenheim (Frankreich) und dem Pleistozän des Elsass (Frankreich) beschrieben worden.

## Taxonomie
Das Taxon wurde 1801 von Jacques Philippe Raymond Draparnaud als Bulimus lineatus erstmals wissenschaftlich beschrieben. Sie ist die Typusart der Gattung Acicula Hartmann, 1821 durch Monotypie.
Derzeit wird die Art in zwei Unterarten unterteilt:
- Acicula lineata lineata (Draparnaud, 1801), die Nominatunterart
- Acicula lineata sublineata (Andreae, 1883); Norditalien (von der Provinz Trento im Osten bis zur Provinz Como im Westen, evtl. noch ein Vorkommen in der Provinz Imperia) und Südschweiz (Tessin): die Unterart ist durch die im Durchschnitt etwas kleineren Gehäuse charakterisiert.

## Gefährdung
Die Mulmnadel gilt in der Nord- und Westschweiz als potenziell gefährdet, in der Südschweiz dagegen bereits als gefährdet. In Deutschland ist die Art als stark gefährdet eingestuft.

## Belege

### Online
- Animal Base - Acicula lineata (Draparnaud, 1801)